# بارسلونا پورتو لاکروز
بارسلونا پورتو لاکروز (به اسپانیایی: Gran Barcelona) یک منطقهٔ مسکونی در ونزوئلا است که در ایالت آنسوآتگی واقع شده‌است. بارسلونا پورتو لاکروز ۸۰۱٬۰۷۱ نفر جمعیت دارد.